# Psychonauts
Psychonauts är ett plattformsspel utvecklat av Double Fine Productions, publicerat av Majesco, och släppt 19 april, 2005, till Microsoft Xbox, Sony PlayStation 2 och Microsoft Windows. Det var det första spelet från Double Fine Productions, ett företag som grundades i juli år 2000 av Tim Schafer, välkänd för sitt arbete med LucasArts' äventyrsspel, däribland Grim Fandango, Day of The Tentacle och de första Monkey Island-spelen.